# Le Cochon pratique
Pour plus de détails, voir Fiche technique et Distribution.
Le Cochon pratique (The Practical Pig en VO) est un court métrage d'animation américain de la série des Silly Symphonies produit par les studios Disney et sorti au cinéma le 24 février 1939.

## Fiche technique
- Titre original : The Practical Pig
- Titre français : Le Cochon pratique
- Série : Silly Symphonies
- Réalisateur : Dick Rickard assisté de Ford Beebe
- Scénario :  Dick Rickard, Leo Ellis
- Layout : Ken Anderson, Ken O'Connor, Thor Putnam
- Animation[1] : Fred Moore, Larry Clemmons, Claude Smith, Riley Thompson, Norman Ferguson, Frank Thomas, Ollie Johnston, George Rowley, Art Palmer, assistés de Ollie Johnston (non crédité)[2]
- Musique[1] : Frank Churchill, Paul J. Smith
  - Extraits musicaux : Who's Afraid of the Big Bad Wold? de Frank Churchill et Ted Sears ; Frankie and Johnny (trad. 1870-1875)
- Production : Walt Disney
- Société de production : Walt Disney Productions
- Société de distribution : RKO Radio Pictures
- Format d'image : Couleur (Technicolor) - 1,37:1 - Son mono
- Durée[1] : 8 min 22 s
- Langue : (en)
- Pays :  États-Unis
- Date de sortie :
  - États-Unis : 24 février 1939[2],[3]
- Autres dates[1] :
  - Dépôt de copyright : 24 février 1939
  - Première à Los Angeles : 15 au 28 mars 1939 au Pantages Theatre et RKO Hillcrest en première partie d'Elle et lui de Leo McCarey
  - Première à New York : 1 au 7 juin 1939 au Radio City Music Hall en première partie de Captain Fury de Hal Roach

## Distribution

### Voix originales
- Billy Bletcher : The Big Bad Wolf (Le Grand méchant loup)
- Dorothy Compton : Fifer Pig (Nouf-Nouf)
- Mary Moder : Fiddler Pig (Nif-Nif)
- Pinto Colvig : Practical Pig (Naf-Naf)

### Voix françaises

#### 1erdoublage (1946)
- René-Marc : le narrateur
- Camille Guérini : Le Grand Méchant Loup

#### 2edoublage (1990)
- Jean-Claude Montalban : le Grand Méchant Loup
- Amélie Morin : Nif-Nif, Nouf-Nouf

## À noter
- « Practical Pig » est le nom original de Naf-Naf, vedette du court-métrage.
- Ce film est l'avant-dernier court métrage officiel de la série des Silly Symphonies. Il est aussi le quatrième et dernier (si on excepte le court-métrage de propagande de 1941, The Thrifty Pig) mettant en scène Grand Loup et les trois petits cochons après Les Trois Petits Cochons (1933), Le Grand Méchant Loup (1934) et Les Trois Petits Loups (1936).

## Titre en différentes langues
- Suède : Tre små grisar på vift

Source : IMDb